# Beris rozkosnyi
Beris rozkosnyi är en tvåvingeart som beskrevs av Kassebeer 1996. Beris rozkosnyi ingår i släktet Beris och familjen vapenflugor. Inga underarter finns listade i Catalogue of Life.